# NGC 3609
NGC 3609 је спирална галаксија у сазвежђу Лав која се налази на NGC листи објеката дубоког неба.
Деклинација објекта је + 26° 37' 31" а ректасцензија 11h 17m 50,6s. Привидна величина (магнитуда) објекта NGC 3609 износи 13,3 а фотографска магнитуда 14,1. NGC 3609 је још познат и под ознакама UGC 6310, MCG 5-27-43, CGCG 156-50, PGC 34511.